# Hamish Watson
Pour les articles homonymes, voir Watson.

a Compétitions nationales et continentales officielles uniquement.

b Matchs officiels uniquement.
Dernière mise à jour le 18 juillet 2023.
Hamish Watson, né le 15 octobre 1991 à Manchester, est un joueur international écossais de rugby à XV. Évoluant comme troisième ligne aile, il joue avec Édimbourg Rugby en United Rugby Championship depuis la saison 2011-2012.

## Carrière
Formé au centre de formation des Leicester Tigers en Angleterre, il rejoint à l'été 2011 l'équipe d'Écosse de rugby à sept. Il se voit ensuite proposer un contrat avec la province écossaise d'Édimbourg à la suite de ses bonnes performances.
Le 20 janvier 2015, il est convoqué dans le groupe écossais pour préparer le Tournoi des Six Nations. Il joue son premier match face à l'Italie lors de la défaite de son équipe sur le score de 22 à 19.
Le 16 août 2023, il fait partie de la liste définitive des 33 joueurs convoqués par Gregor Townsend pour disputer la Coupe du monde 2023.
En février 2024, alors qu'il fait partie des absences notables du groupe écossais lors des deux premières journées, il est finalement convoqué pour préparer la troisième journée du  Tournoi des Six Nations.

## Statistiques

### Internationales
- 57 sélections (50 fois titulaire, 7 fois remplaçant)
- 35 points (7 essais)
- Sélections par année : 2 en 2015, 3  en 2016, 10 en 2017, 8 en 2018, 5 en 2019, 8 en 2020, 9 en 2021, 9 en 2022, 3 en 2023
- Tournois des Six Nations disputés : 2015, 2017, 2018, 2019, 2020, 2021, 2022, 2023
- Coupe du monde disputées : 2019 et 2023

## Palmarès

### En club
- Édimbourg
  - Finaliste du Challenge européen en 2015

### En sélection nationale

#### Tournoi des Six Nations
| Édition                      | Rang | Résultats Pays de Galles | Résultats Watson | Matchs Watson |
| ---------------------------- | ---- | ------------------------ | ---------------- | ------------- |
| Tournoi des Six Nations 2015 | 6    | 0 v, 0n, 5 d             | 0 v, 0n, 1 d     | 1/5           |
| Tournoi des Six Nations 2017 | 4    | 3 v, 0 n, 2 d            | 3 v, 0 n, 2 d    | 5/5           |
| Tournoi des Six Nations 2018 | 3    | 3 v, 0 n, 2 d            | 3 v, 0 n, 2 d    | 5/5           |
| Tournoi des Six Nations 2019 | 5    | 1 v, 1 n, 3 d            | 1 v, 1 n, 3 d    | 5/5           |
| Tournoi des Six Nations 2020 | 4    | 3 v, 0 n, 2 d            | 3 v, 0 n, 2 d    | 5/5           |
| Tournoi des Six Nations 2021 | 4    | 3 v, 0 n, 2 d            | 3 v, 0 n, 2 d    | 5/5           |
| Tournoi des Six Nations 2022 | 4    | 2 v, 0 n, 3 d            | 2 v, 0 n, 2 d    | 4/5           |
| Tournoi des Six Nations 2023 | 3    | 3 v, 0 n, 2 d            | 1 v, 0 n, 2 d    | 3/5           |

Légende : v = victoire ; n = match nul ; d = défaite ; la ligne est en gras quand il y a Grand Chelem.

#### Coupe du monde
| Édition    | Rang         | Résultats Écosse | Résultats Watson | Matchs Watson |
| ---------- | ------------ | ---------------- | ---------------- | ------------- |
| Japon 2019 | Premier tour | 2 v, 0 n, 2 d    | 0 v, 0 n, 1 d    | 1/4           |

### Distinctions personnelles
- Meilleur joueur du Tournoi des Six Nations en 2021.